# Pro Patria et Libertate Sezione Calcio 1948-1949
Questa voce raccoglie le informazioni riguardanti la Pro Patria et Libertate Sezione Calcio nelle competizioni ufficiali della stagione 1948-1949.

## Stagione
Lo scudetto nella stagione 1948-49 è stato vinto dal Torino con 60 punti, cinque in più del secondo classificato l'Internazionale, la Pro Patria con 30 punti si è salvata, con 29 punti è retrocesso il Modena, con 26 punti il Livorno.

## Rosa
| N. |                     | Ruolo | Calciatore          |
| -- | ------------------- | ----- | ------------------- |
|    | Italia (bandiera)   | P     | Guido Visco Gilardi |
|    | Italia (bandiera)   | P     | Angelo Uboldi       |
|    | Italia (bandiera)   | D     | Eugenio Patti       |
|    | Italia (bandiera)   | D     | Antonio Azimonti    |
|    | Italia (bandiera)   | D     | Antonio Fossati     |
|    | Italia (bandiera)   | C     | Piero Pozzi         |
|    | Italia (bandiera)   | C     | Alfonso Borra       |
|    | Ungheria (bandiera) | C     | Tibor Garay         |
|    | Italia (bandiera)   | C     | Guglielmo Toros     |
|    | Italia (bandiera)   | C     | Renato Pastori      |
|    | Italia (bandiera)   | C     | Giobatta Martini    |

| N. |                   | Ruolo | Calciatore       |
| -- | ----------------- | ----- | ---------------- |
|    | Italia (bandiera) | C     | Fausto Bonelli   |
|    | Italia (bandiera) | C     | Pino Bianchi     |
|    | Italia (bandiera) | C     | Carlo Ceriotti   |
|    | Italia (bandiera) | A     | Angelo Turconi   |
|    | Italia (bandiera) | A     | Enrico Candiani  |
|    | Italia (bandiera) | A     | Quinto Bertoloni |
|    | Italia (bandiera) | A     | Lelio Antoniotti |
|    | Italia (bandiera) | A     | Giuseppe Molina  |
|    | Italia (bandiera) | A     | Alberto Oldani   |
|    | Italia (bandiera) | A     | Emidio Cavigioli |

## Risultati

### Serie A

#### Girone di andata
| Arbitro: | Boffardi (Genova) |

|                                                       |           |                |
| Ossola 23’ Menti II 56’ (rig.) Gabetto 72’ Grezar 89’ | Marcatori | 88’ Turconi II |

| Arbitro: | Bellè (Venezia) |

|                         |           |  |
| Cappello 33’ Giorgi 62’ | Marcatori |  |

| Arbitro: | Savio (Torino) |

|  |           |                       |
|  | Marcatori | 56’ Fabian 76’ Merlin |

| Arbitro: | Guarda (Venezia) |

|                                    |           |                                    |
| Antoniotti 4’ 37’ 39’ Candiani 56’ | Marcatori | 16’, 49’, 85’ Bassetto 25’ Bertani |

| Arbitro: | Zilli (Reggio Emilia) |

|  |           |             |
|  | Marcatori | 47’ Kincses |

| Arbitro: | Bertolio (Torino) |

|                |           |  |
| Antoniotti 31’ | Marcatori |  |

| Arbitro: | Scotto (Savona) |

|  |           |               |
|  | Marcatori | 48’ Cavigioli |

| Arbitro: | Dattilo (Roma) |

|                            |           |                                               |
| Cavigioli 62’ Candiani 85’ | Marcatori | 21’, 79’ Marchetti 30’ Zanolla 60’ Pandolfini |

| Arbitro: | Pieri (Trieste) |

|            |           |                |
| Adcock 56’ | Marcatori | 26’ Antoniotti |

| Arbitro: | Gemini (Roma) |

|                |           |             |
| Turconi II 76’ | Marcatori | 48’ Lorenzi |

| Trieste 21 novembre 1948 11ª giornata | Triestina        | 0 – 0 | Pro Patria | Stadio Comunale\| Arbitro: \| Orlandini (Roma) \| |
| Arbitro:                              | Orlandini (Roma) |       |            |                                                   |

| Arbitro: | Boffardi (Genova) |

|                                                      |           |  |
| Bertoloni 1’, 36’ Antoniotti 18’, 64’ Turconi II 28’ | Marcatori |  |

| Arbitro: | Cicardi (Lecco) |

|                          |           |                                                           |
| De Andreis 17’ Penzo 18’ | Marcatori | 36’ Toros 44’, 60’ Candiani 81’ Antoniotti 86’ Turconi II |

| Arbitro: | Cappucci (Roma) |

|                                    |           |            |
| Milani 19’ Moretti 28’ Marzani 56’ | Marcatori | 21’ Molina |

| Arbitro: | Agnolin (Bassano del Grappa) |

|  |           |            |
|  | Marcatori | 11’ Hansen |

| Arbitro: | Massai (Pisa) |

|              |           |             |
| Candiani 41’ | Marcatori | 17’ Venturi |

| Arbitro: | Maurelli (Roma) |

|            |           |           |
| Braglia 6’ | Marcatori | 18’ Pozzi |

| Arbitro: | Canavesio (Torino) |

|                                  |           |                          |
| Carapellese 47’, 66’ Nordahl 50’ | Marcatori | 13’ Turconi II 62’ Borra |

| Arbitro: | Pieri (Trieste) |

|                      |           |               |
| Molina 40’ Toros 81’ | Marcatori | 87’ Trevisani |

#### Girone di ritorno
| Arbitro: | Dattilo (Roma) |

|  |           |              |
|  | Marcatori | 28’ Schubert |

| Arbitro: | Scotto (Savona) |

|  |           |                                 |
|  | Marcatori | 53’ (rig.) Sarosi 81’ 85’ Mayer |

| Arbitro: | Vannini (Bologna) |

|           |           |  |
| Conti 72’ | Marcatori |  |

| Arbitro: | Agnolin (Bassano del Grappa) |

|              |           |                                       |
| Candiani 22’ | Marcatori | 30’ Coscia 52’, 87’ Gei 74’ Lucentini |

| Arbitro: | Pera (Firenze) |

|          |           |  |
| Vörös 7’ | Marcatori |  |

| Arbitro: | Silvano (Torino) |

|                                  |           |  |
| Stradella 34’ (rig.) Maselli 81’ | Marcatori |  |

| Como 20 febbraio 1949 26ª giornata | Pro Patria        | 0 – 0 | Atalanta | Stadio Giuseppe Sinigaglia\| Arbitro: \| Boffardi (Genova) \| |
| Arbitro:                           | Boffardi (Genova) |       |          |                                                               |

| Arbitro: | Gamba (Napoli) |

|                                     |           |                |
| Magli 15’ Marchetti 77’ Galassi 89’ | Marcatori | 90’ Turconi II |

| Arbitro: | Canavesio (Torino) |

|                               |           |  |
| Bertoloni 21’ Oldani 46’, 62’ | Marcatori |  |

| Arbitro: | Agnolin (Bassano del Grappa) |

|                  |           |           |
| Lorenzi 23’, 71’ | Marcatori | 47’ Borra |

| Arbitro: | Gemini (Roma) |

|                                        |           |            |
| Martini 13’ Turconi II 70’ Pastori 83’ | Marcatori | 58’ Grosso |

| Arbitro: | Pera (Firenze) |

|            |           |           |
| Renica 47’ | Marcatori | 56’ Borra |

| Arbitro: | Bertolio (Torino) |

|                |           |                            |
| Turconi II 33’ | Marcatori | 10’ Remondini 88’ Nyers II |

| Arbitro: | Orlandini (Roma) |

|           |           |  |
| Borra 70’ | Marcatori |  |

| Arbitro: | Tassini (Verona) |

|                                                  |           |                                     |
| Caprili 12’ Boniperti 30’ Hansen 65’ Manente 78’ | Marcatori | 7’ Turconi II 23’ Martini 73’ Toros |

| Arbitro: | Bellè (Venezia) |

|                                            |           |                |
| Radu 7’ (rig.) Tontodonati 10’ Venturi 54’ | Marcatori | 67’ Turconi II |

| Arbitro: | Pera (Firenze) |

|                        |           |  |
| Candiani 31’ Borra 71’ | Marcatori |  |

| Arbitro: | Gemini (Roma) |

|                               |           |                          |
| Turconi II 11’, 86’ Toros 90’ | Marcatori | 48’ Nordahl 75’ Antonini |

| Arbitro: | Bertolio (Torino) |

|                    |           |                              |
| Fossati 48’ (aut.) | Marcatori | 1’, 77’ Turconi II 37’ Borra |

## Statistiche

### Statistiche di squadra
| Competizione | Punti | In casa | In casa | In casa | In casa | In casa | In casa | In trasferta | In trasferta | In trasferta | In trasferta | In trasferta | In trasferta | Totale | Totale | Totale | Totale | Totale | Totale | DR  |
| Competizione | Punti | G       | V       | N       | P       | Gf      | Gs      | G            | V            | N            | P            | Gf           | Gs           | G      | V      | N      | P      | Gf     | Gs     | DR  |
| ------------ | ----- | ------- | ------- | ------- | ------- | ------- | ------- | ------------ | ------------ | ------------ | ------------ | ------------ | ------------ | ------ | ------ | ------ | ------ | ------ | ------ | --- |
| Serie A      | 30    | 19      | 8       | 3       | 8       | 26      | 24      | 19           | 3            | 5            | 11           | 25           | 37           | 38     | 11     | 8      | 19     | 51     | 61     | -10 |

### Statistiche dei giocatori
| Giocatore        | Serie A  | Serie A |
| Giocatore        | Presenze | Reti    |
| ---------------- | -------- | ------- |
| L. Antoniotti    | 15       | 8       |
| A. Azimonti      | 36       | 0       |
| Q. Bertoloni     | 24       | 3       |
| P. Bianchi       | 1        | 0       |
| F. Bonelli       | 4        | 0       |
| A. Borra         | 31       | 5       |
| E. Candiani      | 30       | 7       |
| E. Cavigioli     | 8        | 2       |
| C. Ceriotti      | 1        | 0       |
| A. Fossati       | 30       | 0       |
| T. Garay         | 11       | 0       |
| G. Martini       | 7        | 2       |
| G. Molina        | 14       | 2       |
| A. Oldani        | 10       | 2       |
| R. Pastori       | 22       | 1       |
| E. Patti         | 38       | 0       |
| P. Pozzi         | 37       | 1       |
| G. Toros         | 23       | 4       |
| A. Uboldi        | 11       | -20     |
| A. Turconi       | 38       | 12      |
| G. Visco Gilardi | 27       | -41     |